# Hermanus Amya

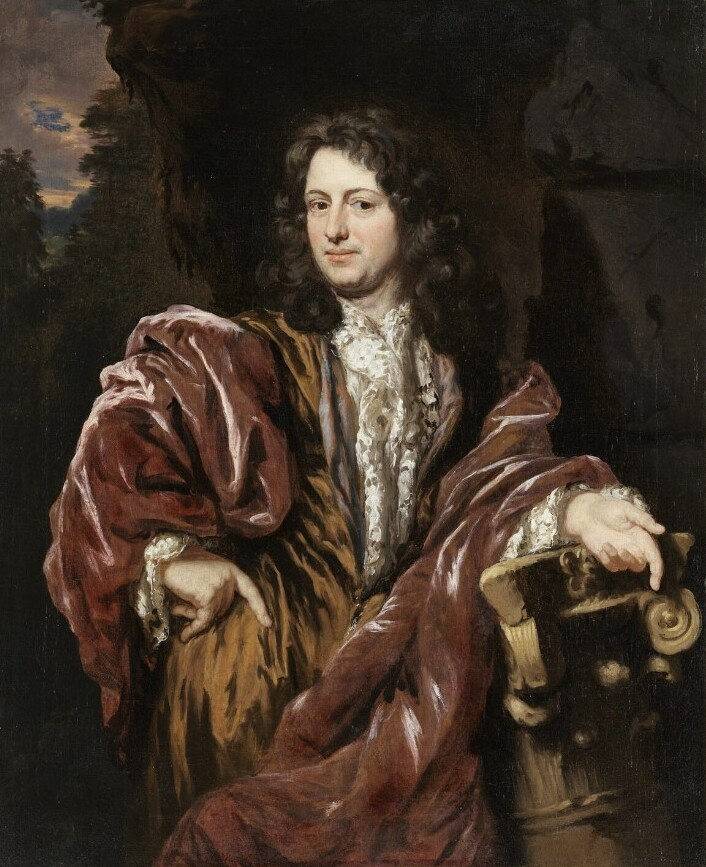
Het vermoedelijke portret van Hermanus Amya (ca. 1675-1700)

Hermanus Amya (Amsterdam, gedoopt 15 juni 1657 – Amsterdam, begraven 13 april 1700) was een Nederlandse advocaat, ijzerkoopman en literator in Amsterdam. Hij was van 1696 tot 1700 directeur van de Sociëteit van Suriname. Ook was hij regent van het tuchthuis te Amsterdam.

## Biografie
Hermanus Amija werd geboren in Amsterdam, als zoon van Mattheus Amija en Maria de Mareez. Hij werd gedoopt in de Oude Kerk. In archiefstukken wordt hij aangeduid als Heer van den Bodenhof (bij Aken). In 1683 trouwde hij met Catharina de Vogelaer (1662–1699), dochter van Jacob de Vogelaer en Sara Spiegels. Amya woonde toen op de Oudezijds Achterburgwal. Het echtpaar kreeg een zoon, Jacob Amya (1694–1730).
Hij was lid van Nil Volentibus Arduum, een literatuurgezelschap dat zich inzette voor het gedachtegoed van Spinoza. Hij zou ook gedichten en toneelstukken geschreven hebben.
Van 1696 tot 1700 was Amya directeur van de Sociëteit van Suriname. Deze bestuursfunctie had hij waarschijnlijk te danken aan zijn expertise als ijzerhandelaar in combinatie met zijn werkzaamheden als advocaat. Hij woonde in die periode op de Herengracht tussen de Leidsegracht en de Leidsestraat. 
Hermanus Amya en zijn vrouw zijn geschilderd door Nicolaes Maes. De portretten bevinden zich in de collectie van het Louvre. Amya overleefde zijn vrouw, waarop Katharina Lescailje een lijkdicht schreef. Hijzelf is na zijn dood begraven in de Binnenlandvaarderskapel van de Oude Kerk in Amsterdam.

## Toneelstuk
Op oudejaarsdag van 1685 werd De muitery en nederlaag van Midas, koning Onverstand, of Comma, Punct, Parenthesis opgevoerd, een satirisch toneelstuk geschreven door Govert Bidloo. Volgens J.A. Worp was het een geestige satire, maar buitengewoon scherp tegen mensen waaraan Bidloo een hekel had, en die niet alleen door toespelingen, maar ook door kleding en manier van spreken duidelijk waren te herkennen. De verontwaardiging omtrent het stuk was destijds groot en het regende schotschriften.
Amya was in het stuk herkenbaar in het personage van de veldheer van koning Midas. Voor hem was dit dermate kwetsend geweest dat hij twee dagen na de voorstelling een notarieel stuk liet opmaken, waarin werd vastgelegd dat al de door Bidloo aangevallen personen duidelijk door het publiek waren herkend.
In april 1686 liet hij bovendien bekendmaken dat de regenten van de Schouwburg van Van Campen, onder andere Andries Pels, Lodewijk Meyer en Jan Pluimer, in 1680 met de administratie was geknoeid en dat ze deze hebben verbrand. Een jaar later is nog eens voor een notaris door getuigen verklaard, dat er indertijd door de Schouwburgregenten schandelijk is huisgehouden om de uitgaven voor een tuinfeest op de Keizersgracht, waar veel vrouwen waren uitgenodigd en oesters werden geserveerd, te verdoezelen.
- International Standard Name Identifier: 0000 0003 9247 140X
- Nederlandse Thesaurus van Auteursnamen: 143920154
- Virtual International Authority File: 286505271